# Czyściec roczny
Czyściec roczny (Stachys annua (L.) L.) – gatunek rośliny z rodziny jasnotowatych.

## Zasięg występowania
Występuje w środkowej i południowej Europie oraz na terenach Azji o klimacie umiarkowanym (Azja Zachodnia, Kaukaz, Syberia). Zadomowiony w północnej Europie i na Wyspach Brytyjskich, na Rosyjskim Dalekim Wschodzie i wschodniej części Ameryki Północnej. W Polsce gatunek rozpowszechniony na wyżynach, rozproszony na nizinach, a w wyższych górach go brak.

## Morfologia

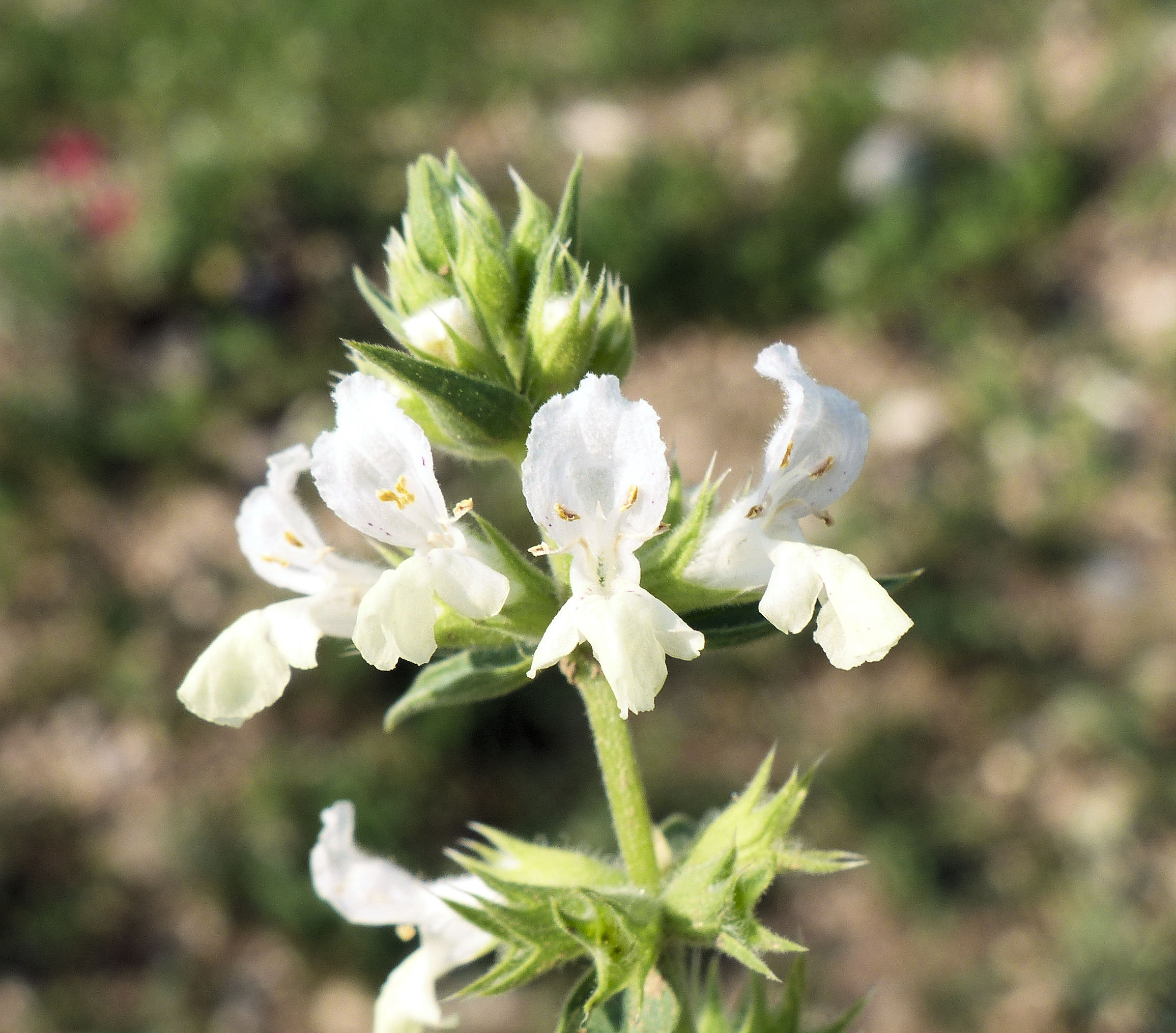
Kwiatostan

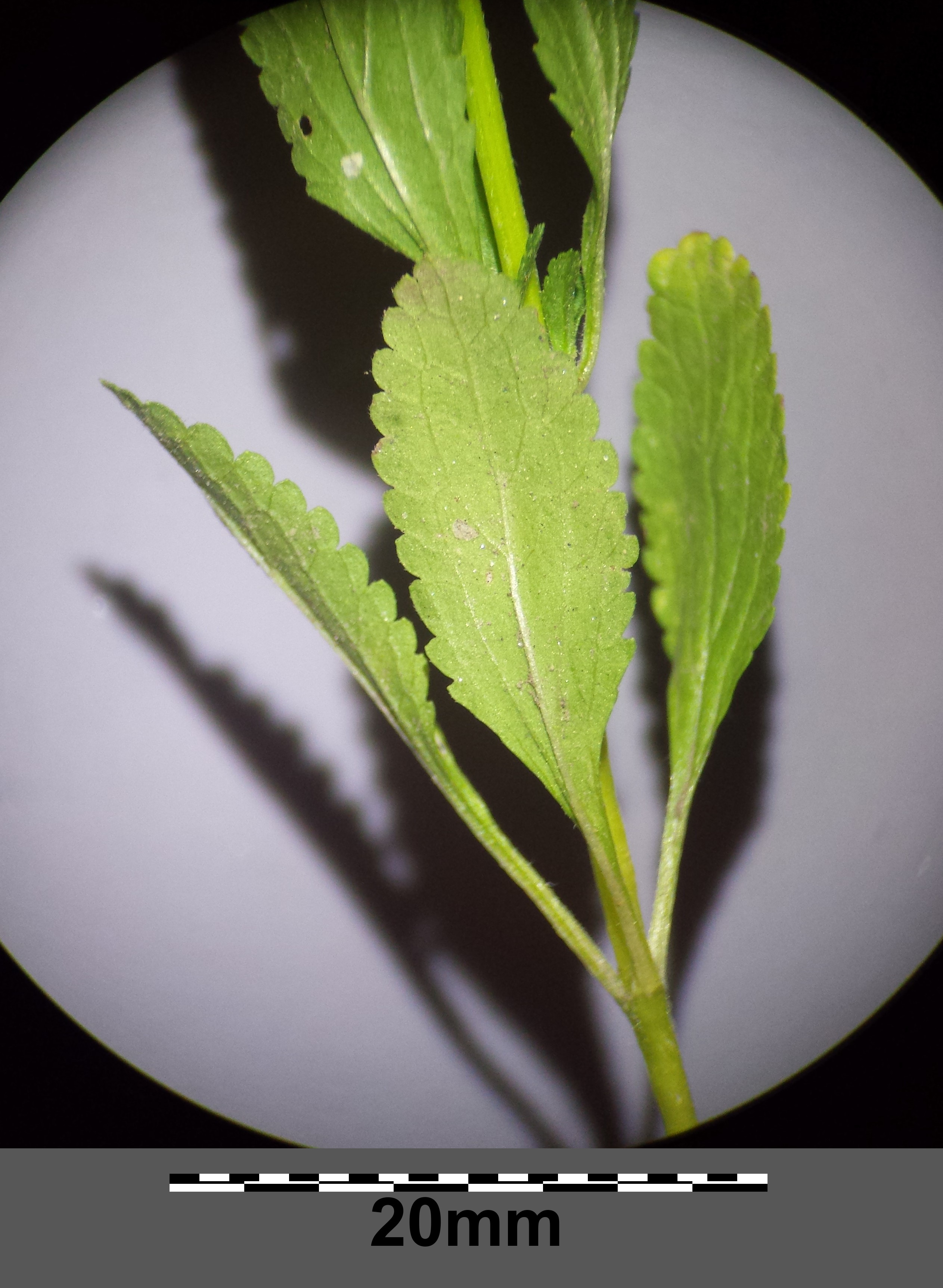
Liście

PokrójRoślina jednoroczna, rozgałęziona o wysokości od 10 do 30 cm.
ŁodygaWzniesiona, silnie rozgałęziona.
LiścieOgonkowe, podługowato-lancetowate, prawie nagie, o długości od 2 do 6 cm.
KwiatyŻółtawobiałe, skupione w nibyokółki po 4-6.

## Biologia i ekologia
Roślina jednoroczna. W Polsce kwitnie od czerwca do października. Rośnie na polach, na terenie winnic oraz nieużytków. W klasyfikacji zbiorowisk roślinnych gatunek charakterystyczny dla All. Caucaliodion lappulae.

## Zmienność
Wyróżnia się trzy podgatunki:
- Stachys annua subsp. annua
- Stachys annua subsp. ammophila (Boiss. & C.I.Blanche) Sam.
- Stachys annua subsp. cilicica (Boiss.) R.Bhattacharjee

## Zagrożenia i ochrona
Umieszczony na polskiej czerwonej liście w kategorii VU (narażony).